# جليجلة
جليجلة هي قرية تتبعُ محافظة الأحساء في المِنطقة الشرقيَّة في المَملكة العربيَّة السعوديَّة.

## الموقع
تقع قرية جليجلة على بعد 12 كم شمال الأحساء ضمن القطاع الشمالي للمحافظة، ويغلب على طبيعتها النطاق الزراعي الذي يشكل 70% من مساحة القرية؛ ولهذا كانت الزراعة المهنة الأولى لسكانها، وتعدّ من أقدم قرى الأحساء.

## السكان
يبلغ عدد سكان قرية جليجلة خمسة آلاف و361 نسمة.
ما قد يميز واشتهرت بها قرية جليلجه وهو التعايش بين السنة والحضر والبدو والشيعة وقد امتزجت وكونت لنا بيئة مضرب مثل بالتعايش والرفقه ولا يوجود أي مجال من التعنصر

## المرافق
- موقع مخصص لمزاولة كرة القدم والنشاطات الثقافية والاجتماعية.[7]
- ابتدائية جليجلة.[8][9]
- متوسطة جليجلة.[10]
- ثانوية جليلجة
- مركز صحي جليجلة التابع لقطاع المبرز.[11]
- متوفر بها الخدمات
- واحة نخيل ويستفاد منها كـ توافر واصالة التمور والليمون الحساوي والعديد ما يميز التراث الاحسائي